# Jinyan
Jinyan (kinesiska: 金岩乡, 金岩) är en socken i Kina. Den ligger i provinsen Sichuan, i den sydvästra delen av landet, omkring 200 kilometer sydväst om provinshuvudstaden Chengdu. Antalet invånare är 6 570. Befolkningen består av 3 196 kvinnor och 3 374 män. Barn under 15 år utgör 30 %, vuxna 15-64 år 64 %, och äldre över 65 år 4,0 %.
Genomsnittlig årsnederbörd är 1 341 millimeter. Den regnigaste månaden är juli, med i genomsnitt 320 mm nederbörd, och den torraste är november, med 12 mm nederbörd.